# Scyliorhinus capensis
Scyliorhinus capensis és una espècie de peix de la família dels esciliorrínids i de l'ordre dels carcariniformes.

## Morfologia
- Els mascles poden assolir 122 cm de longitud total.[1][2]

## Reproducció
És ovípar.

## Alimentació
Menja peixets osteïctis, crustacis i cefalòpodes.

## Hàbitat
És un peix marí de clima subtropical que viu entre 26-495 m de fondària.

## Distribució geogràfica
Es troba des de Lüderitz (Namíbia) fins a KwaZulu-Natal (Sud-àfrica).